# August Hirsch
August Hirsch (Danzig, 1817. október 4. – Berlin, 1894. január 28.) német orvos. Járványos betegségek (fertőző agyhártyagyulladás, pestis, kolera) kutatója.

## Életútja
Orvosi tanulmányait - miután előbb kereskedő volt - Lipcsében és Berlinben végezte, ahol 1843-ban doktorrá avatták. 1844-ben mint gyakorló orvos telepedett le Elbingben. 1850 és 1859 között több fontos értekezése jelent meg a tudományos folyóiratokban. 1863-ban Berlinbe hívták, ahol mint az orvostan rendes tanára működött. 1865-ben a kormány megbízásából beutazta Nyugat-Poroszországot, ahol a meningitis cerebro-spinalis járványszerűleg fellépett; az ezen alkalommal nyert tapasztalatait a Die Meningitis cerebro-spinalis epidemica című munkájában írta le. 1873-ban tagja lett a Cholera-Commission für das Deutsche Reich-nak, 1874-ben mint a Német Birodalom képviselője részt vett a nemzetközi kolera-konferencián; 1879-ben pedig a kormány megbízásából tanulmányozta az Oroszországban fellépett pestis-járványt.

## Nevezetesebb művei
- Handbuch der historisch-geographischen Pathologie;
- Das Auftreten und der Verlauf d. Cholera in den preussischen Provinzen Posen und Preussen (Mai-September 1873. Berlin 1874, II. kiad. 1875);
- Mittheilungen über die Pest-Epidemie im Winter 1878-79 im russischen Gouvernement Astrachan (Berlin 1880);
- Geschichte d. Augenheilkunde (Lipcse 1877);
- Ueber die Verbreitung von Gelbfieber. Ein Beitrag zur Aetiologie der übertragbaren Volkskrankheiten;
- Ueber Schutzmassregeln gegen die von Ausland drohenden Volksseuchen.